# نمط الجسم النحيل

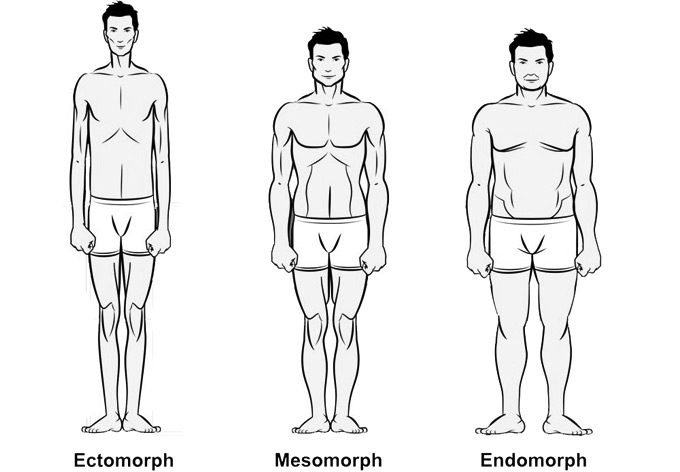
أنماط الجسم الثلاثة

نمط الجسم النحيل ويطلق عليه بالإنجليزي (Ectomorph) يتميز صاحب الجسم النحيل ببنية نحيفة وأطراف نحيلة ولا يستطيع زيادة وزنه بسهولة أو حتى بناء الكتلة العضلية لديه ويكون تراكم الدهون في جسمه قليلة نظرا لمعدل الأيض العالي والمرتفع.

## صفات نمط الجسم النحيل
- إطار عظمي صغير ونحيف.
- لا يزيد الوزن بسهولة.
- صدر مسطح.
- أكتاف صغيرة.
- نحيف.
- عضلات صافية.
- معدل سرعة أيض كبير.